# امرسون رادیو
امرسون رادیو (انگلیسی: Emerson Radio) شرکت عمده‌فروشی آمریکایی است، که در سال ۱۹۴۸ تأسیس شد.